# Wolodkowa Diwyzja
Wolodkowa Diwyzja (ukrainisch Володькова Дівиця; russisch Володькова Дивыця) ist ein Dorf in der ukrainischen Oblast Tschernihiw mit etwa 3000 Einwohnern (2025).

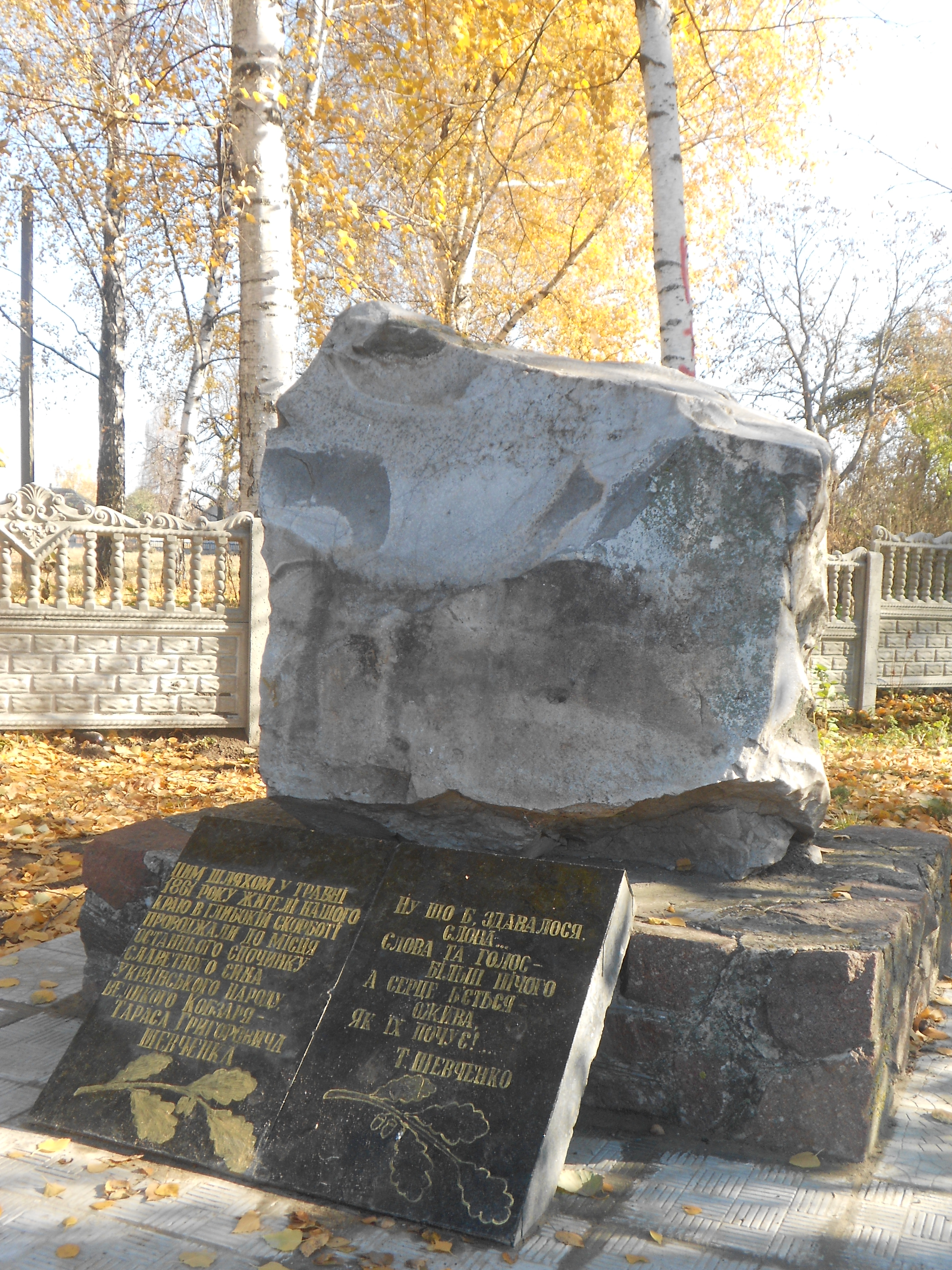
Denkmal im Ort

Das Dorf wurde in der ersten Hälfte des 17. Jahrhunderts gegründet und hieß zwischen 1928 und 2016 Tscherwoni Partysany (Червоні Партизани).
Die Ortschaft liegt am Ufer des Nowyj Potik (Новий потік) 15 km östlich vom ehemaligen Rajonzentrum Nossiwka und 100 km südöstlich vom Oblastzentrum Tschernihiw. Die Stadt Nischyn liegt 14 km nordöstlich von Wolodkowa Diwyzja.
Durch das Dorf verläuft die Territorialstraße T–25–26. In der Nähe von Wolodkowa Diwyzja verläuft die Eisenbahnstrecke Kiew–Moskau.
Am 30. September 2016 wurde das Dorf ein Teil der neugegründeten Stadtgemeinde Nossiwka, bis dahin bildete es zusammen mit den Dörfern Doslidne (Дослідне), Kobyleschtschyna (Кобилещина), Korobtschyne (Коробчине), Krynyzja (Криниця), Stawok (Ставок) und Sulak (Сулак) die gleichnamige Landratsgemeinde Wolodkowa Diwyzja (Володьководівицька сільська рада/Wolodkowodiwyzka silska rada) im Osten des Rajons Nossiwka.
Am 17. Juli 2020 kam es im Zuge einer großen Rajonsreform zum Anschluss des Rajonsgebietes an den Rajon Nischyn.